# Agromyza ocularis
Agromyza ocularis är en tvåvingeart som beskrevs av Spencer 1961. Agromyza ocularis ingår i släktet Agromyza och familjen minerarflugor. Inga underarter finns listade i Catalogue of Life.